# Stockholmstelefon

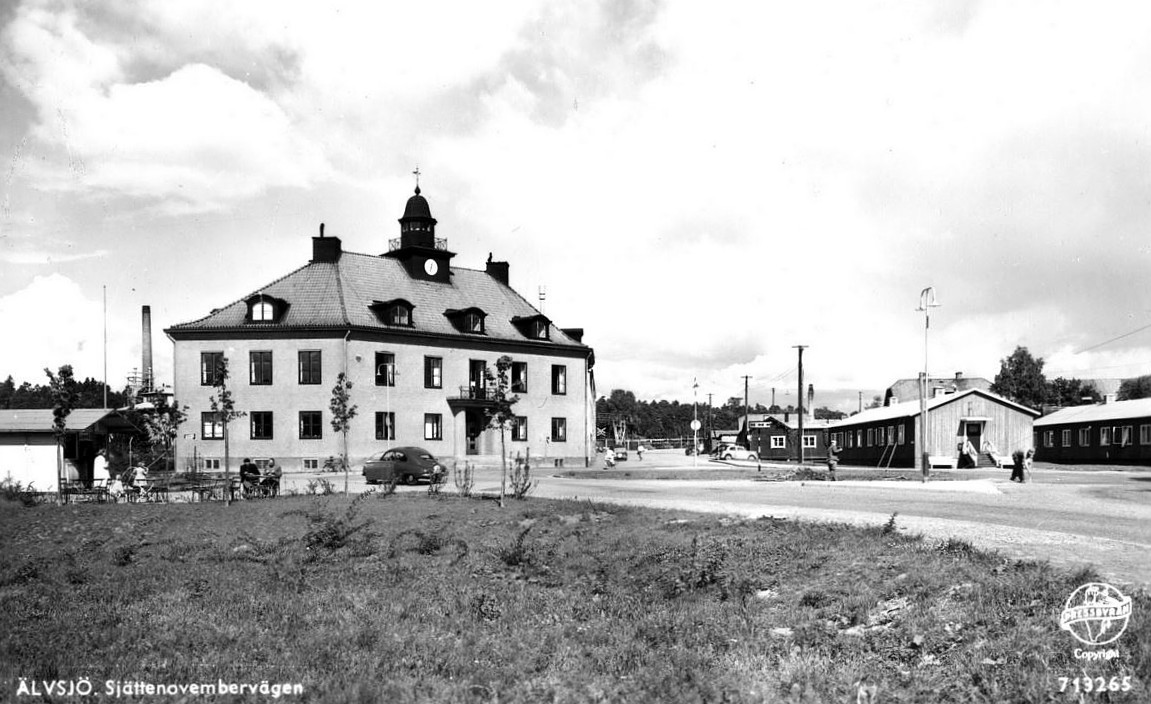
Klockhuset var ursprungligen företagets huvudkontor. Vykort från 1950-talet.

Aktiebolaget Stockholmstelefon var ett privat svenskt telefonbolag med verksamhet i Stockholm mellan 1908 och 1918. I telefonins barndom, innan verksamheten förstatligades 1918, var det privata bolag och enskilda telefonföreningar som byggde nät och bedrev verksamhet.
Stockholmstelefon bildades 1908 som ett dotterbolag till Stockholms Allmänna Telefon AB och övertog moderbolagets anläggningar i Stockholm. AB Stockholmstelefons kabelfabrik låg i Solberga och ingick efter 1918 i LM Ericsson. Huvudkontoret, det så kallade Klockhuset, som ritades av arkitekten Ivar Callmander, står fortfarande kvar i hörnet Älvsjövägen/Götalandsvägen.
Vid bolagets telefonstation i Stockholm infördes en modernare teknik, s.k. centralbatteri, där abonnenterna inte behövde telefonapparater med vev och eget batteri, utan där det räckte med att lyfta på luren för att få kontakt med telefonist på stationen. På s.k. lokalbatteristationer måste abonnenten veva både för att anropa stationen (ringa upp) och för att signalera att samtalet är slut (ringa av). Antalet abonnenter hos AB Stockholmstelefon var 106 000, när bolagets anläggning genom riksdagsbeslut sammanslogs med Rikstelefon den 1 juli 1918, varvid de tidigare ägarna erhöll 47 miljoner kronor i ersättning.